# Egon Ullrich
Egon Ullrich (Viena, 1 de novembro de 1902 – Gießen, 30 de maio de 1957) foi um matemático austríaco, que trabalhou com análise complexa.
Egon Ullrich estudou matemática, física e folclore na Universidade de Graz. Obteve um doutorado em 1925, orientado por Anton Rella, com a tese Zur Korrespondenz von zwei Klassen von Limitierungsverfahren. Em 1926 foi trabalhar com Ludwig Bieberbach em Berlim, e seguindo sua recomendação seguiu em 1927 para Helsinque, a fim de trabalhar com Ernst Lindelöf e Rolf Nevanlinna.
Foi assistente de Robert König em Jena e a partir de 1930 esteve na Universidade de Marburgo, onde obteve a habilitação em 1931. Em novembro de 1933 foi um dos signatários da Declaração dos Professores Alemães por Adolf Hitler. A partir de 1934 foi assistente de Helmut Hasse em Göttingen. Em 1940 foi professor da Universidade de Giessen.
Foi editor do primeiro volume do livro-texto sobre análise de Ernst Leonard Lindelöf em alemão.
Dentre seus doutorandos consta Hans Wittich.